# Alojza Traugutt

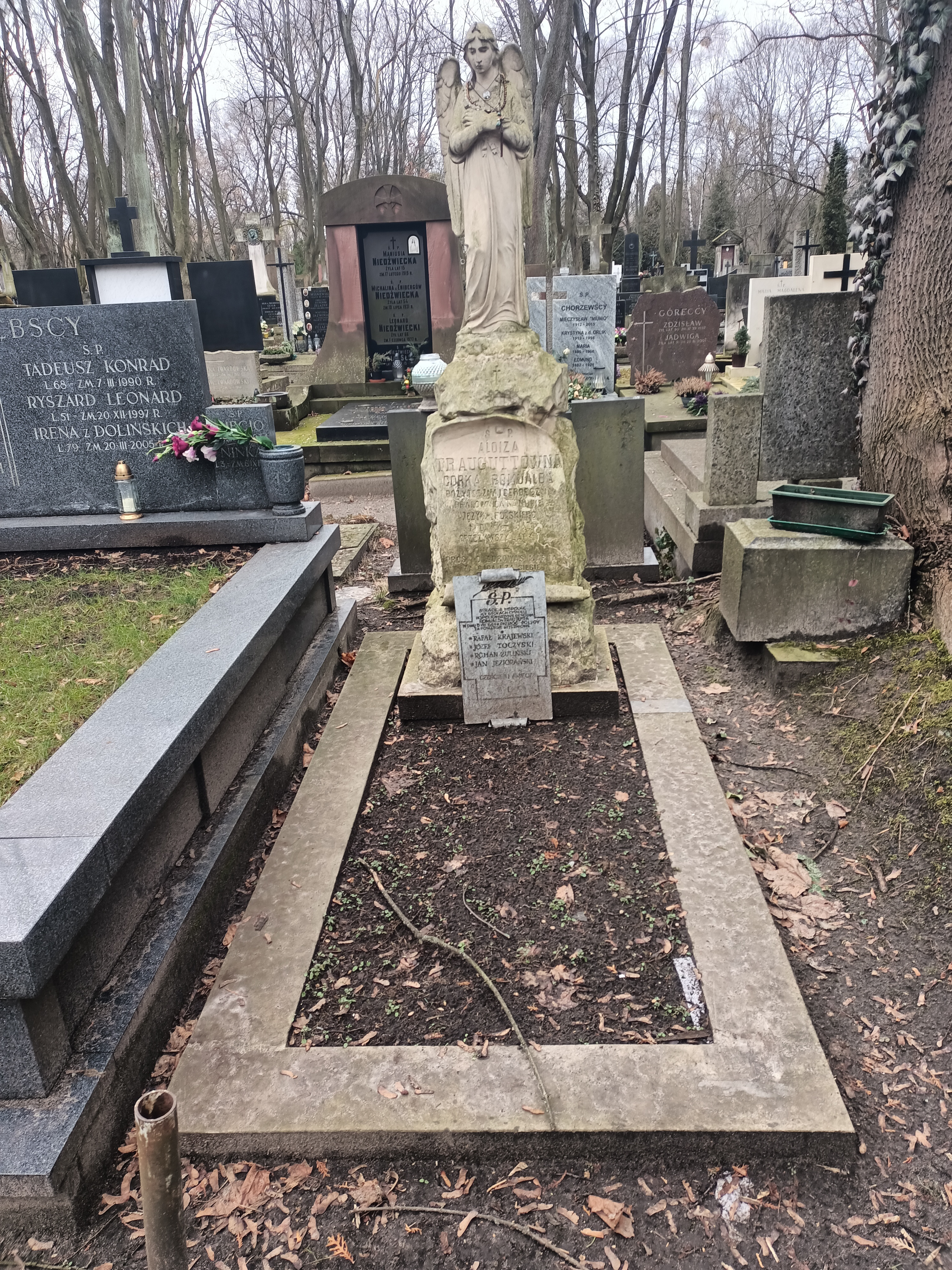
Grób Alojzy Traugutt na Cmentarzu Powązkowskim w Warszawie

Alojza Traugutt, także Aloiza oraz Trauguttówna (ur. ok. 1857-1859, zm. 26 sierpnia 1907 w Warszawie) – polska nauczycielka dykcji i deklamacji, córka Romualda Traugutta.

## Życiorys
Alojza (wzgl. Aloiza) Traugutt według różnych wersji urodziła się w 1857, 25 kwietnia 1858 w Charkowie lub w 1859 na Litwie w guberni grodzieńskiej. Była córką Romualda Traugutta (1826-1864) i Anny z domu Pikiel (1831-1860). Miała rodzeństwo: Annę Innocentę (po mężu Korwin Juszkiewicz, 1853-1938), Konrada (1859-1860) i Justynę (ur., zm. 1859). Od dzieciństwa przejawiała zdolności muzyczne i filologiczne. Po śmierci matki wychowywała się przy macosze, Antoninie Traugutt. Jej ojciec był dyktatorem powstania styczniowego, a po jego straceniu (5 sierpnia 1864) władze carskie zamierzały zabrać jego córki do internatu instytutu w Moskwie i poddać rusyfikacji, jednak odłożono to wobec choroby ich macochy. Potem tej sprawy nie podjęto i córki mogły kształcić się w Warszawie oraz w Paryżu.
Ukończyła naukę w pensji Pauliny Krakowowej w Warszawie. Później uczyła się w zakładzie „Hôtel Lambert” dla córek emigrantów w Paryżu, utrzymywanym przez Czartoryskich. Po powrocie na ziemie polskie poświęciła się zawodowi pedagogicznemu, pracując głównie na pensjach prywatnych. Następnie studiowała dykcję, deklamację, poprawianie wymowy. Po kilku latach została nauczycielką w tym zakresie. Działała w tajnej oświacie narodowej. Z uwagi na swoją pracę była powszechnie znana w całej Warszawie.
Interesowała się sztuką. Pozostawiła po sobie poezje o charakterze religijnym, które publikowała oraz przekazywała znajomym. Od 1900 do 1905 przy ul. Mostowej 16 prowadziła Tani Dom Noclegowy dla Włościan Przyjeżdżających do Warszawy.
Prywatnie do końca życia pozostała w stanie panieńskim. Zmarła po długiej chorobie 26 sierpnia 1907 w wieku 47 lat w sanatorium dr. Dydyńskiego w Warszawie. We wspomnieniu pośmiertnym na łamach „Słowa Polskiego” została określona jako „prawa, zacna i wytrwała kobieta, wysoko szanowana w szerokich kołach inteligencji”. Została pochowana na Cmentarzu Powązkowskim w Warszawie 28 sierpnia 1907 (kwatera 203, rząd 1, miejsce 22). Na jej nagrobku uwieczniono inskrypcję o treści: „Alojza Trauguttówna, córka Romualda, pożyteczna i serdeczna pracownica na niwie języka polskiego, prosi o zdrowaś maria za ojca i za siebie”. W tym samym miejscu symbolicznie został upamiętniony jej ojciec Romuald oraz straceni wraz z nim Rafał Krajewski, Józef Toczyski, Roman Żuliński i Jan Jeziorański. Spoczęła tam także jej siostra Anna Juszkiewicz.
O Alojzie Trauguttównie wspominała Dionizja Wawrzykowska-Wierciochowa w książce pt. Maria Bohuszewiczówna, a także Joanna Rusin w monografii pt.  Człowiek świętego imienia. Legenda Traugutta w piśmiennictwie polskim XIX i XX wieku (2002).